# 8051 Pistoria
8051 Pistoria (1997 PP4) là một tiểu hành tinh vành đai chính được phát hiện ngày 13 tháng 8 năm 1997 bởi L. Tesi và G. Cattani ở San Marcello Pistoiese.